# Воинское приветствие

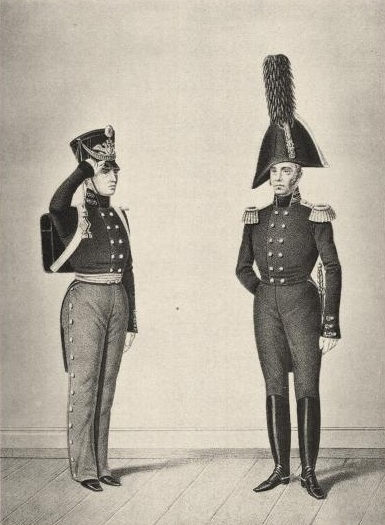
Обер-офицер и генерал гвардейской пешей артиллерии, Русской императорской армии, 1808—1809 годов

Ю. А. Гагарин докладывает руководству СССР о завершении первого космического полёта

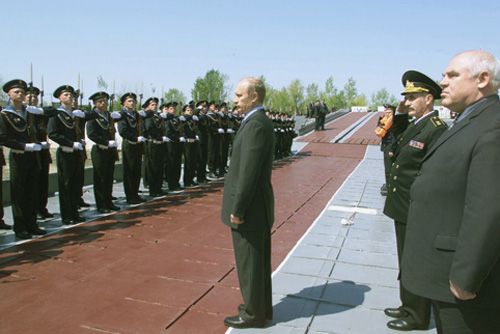
Рота почётного караула Каспийской флотилии приветствует Президента Российской Федерации. Астрахань, 2002 год

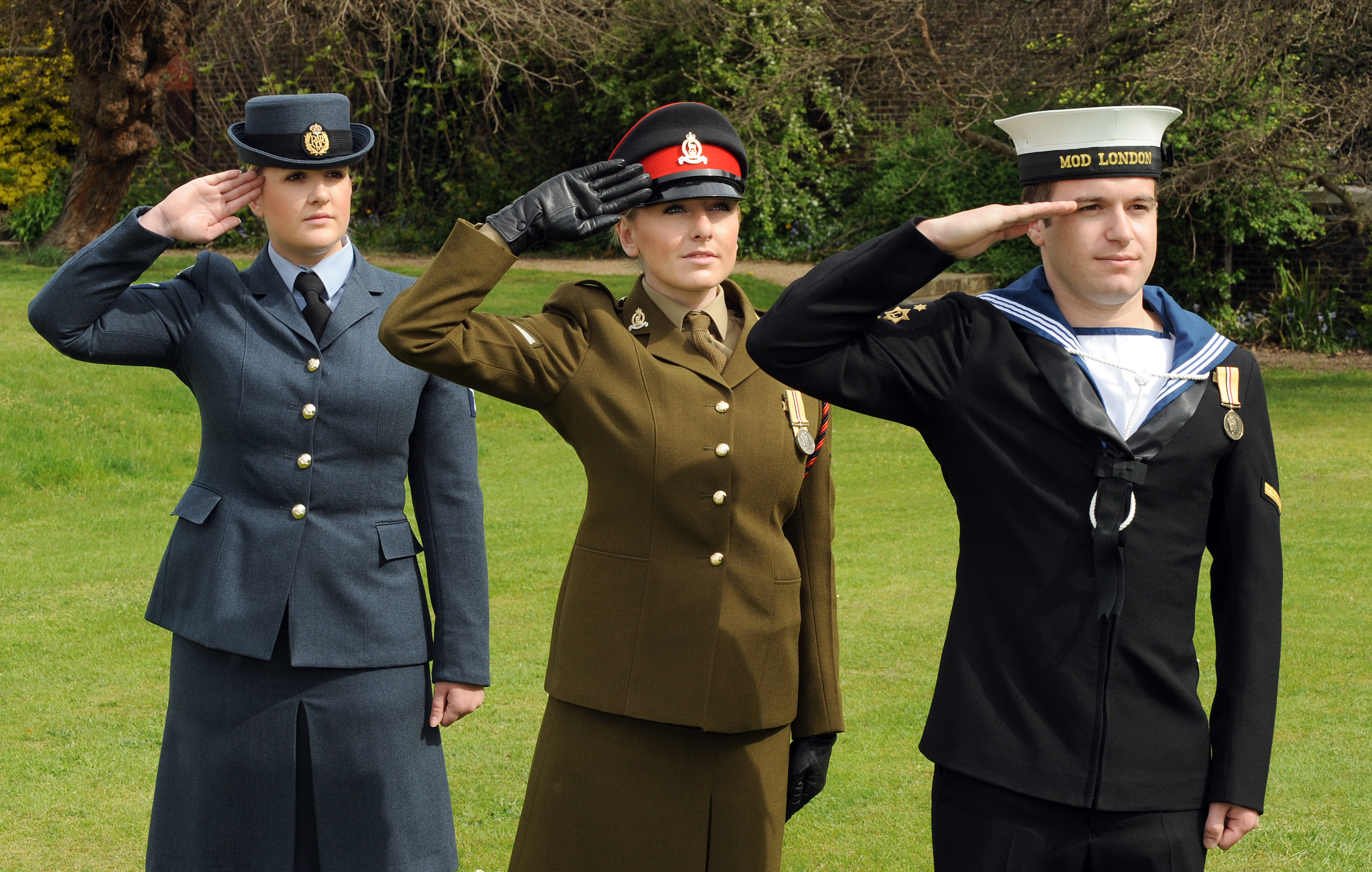
Воинское приветствие войск Великобритании (слева направо):
Королевские ВВС (ладонь обращена наружу, за правым глазом), британская армия (ладонь обращена наружу, пальцы почти касаются фуражки) и Королевский флот (ладонь обращена вниз).

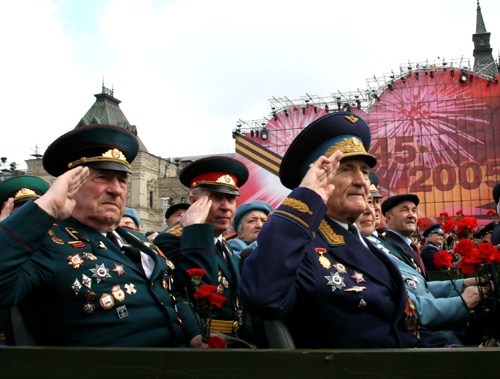
Приветствие ветеранов во время Парада Победы, 2005 год

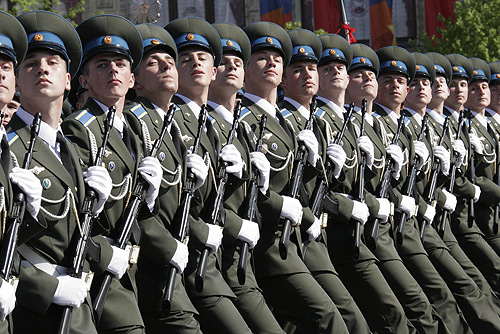
Воинское приветствие в строю (оружие в положении «на грудь»)

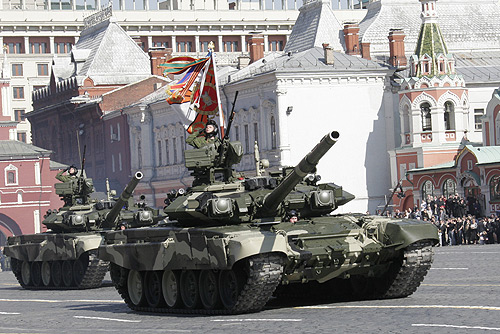
Воинское приветствие танкистов, Красная площадь, Москва, 2009 год

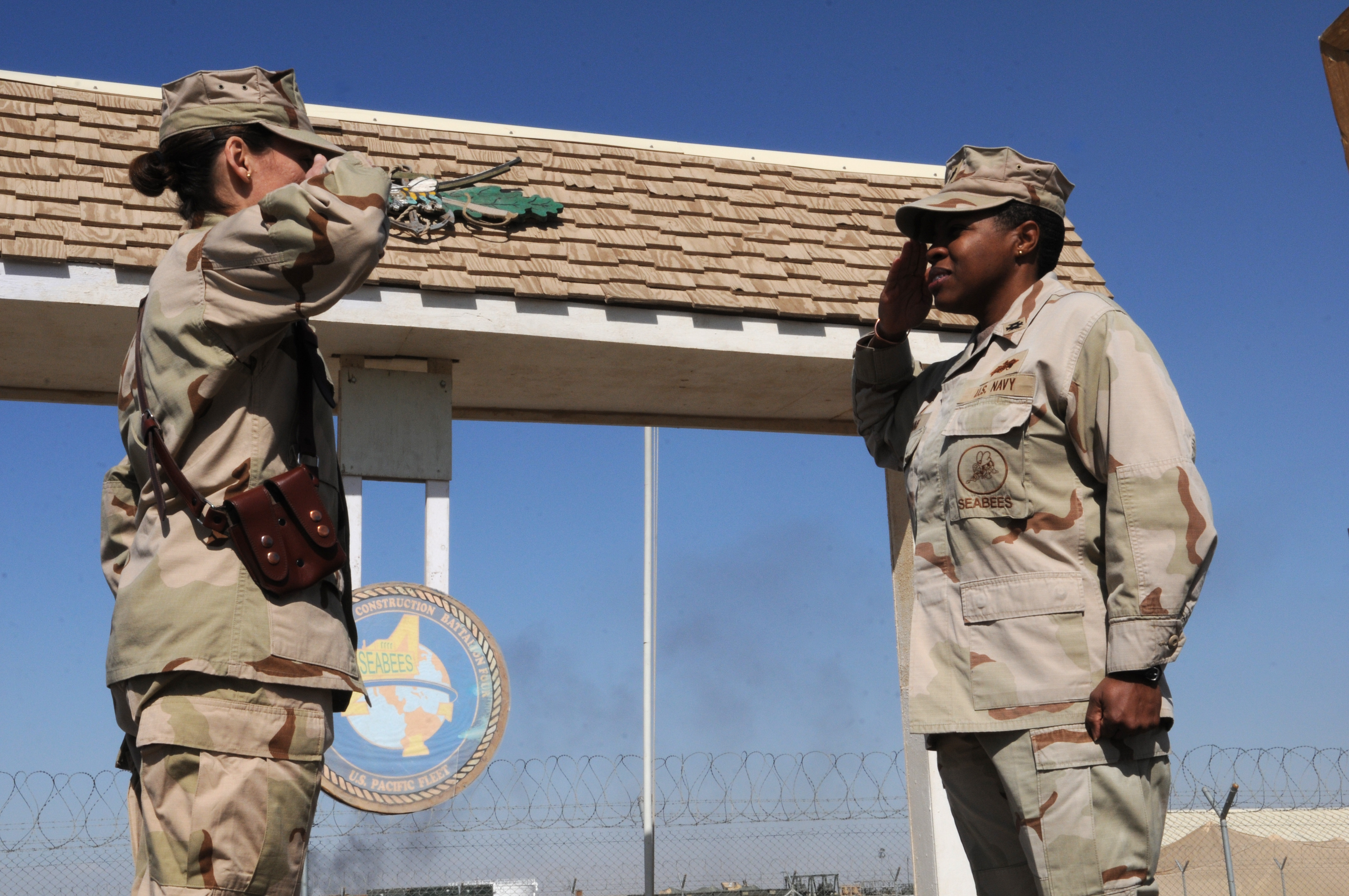
Воинское приветствие в ВС США, Афганистан

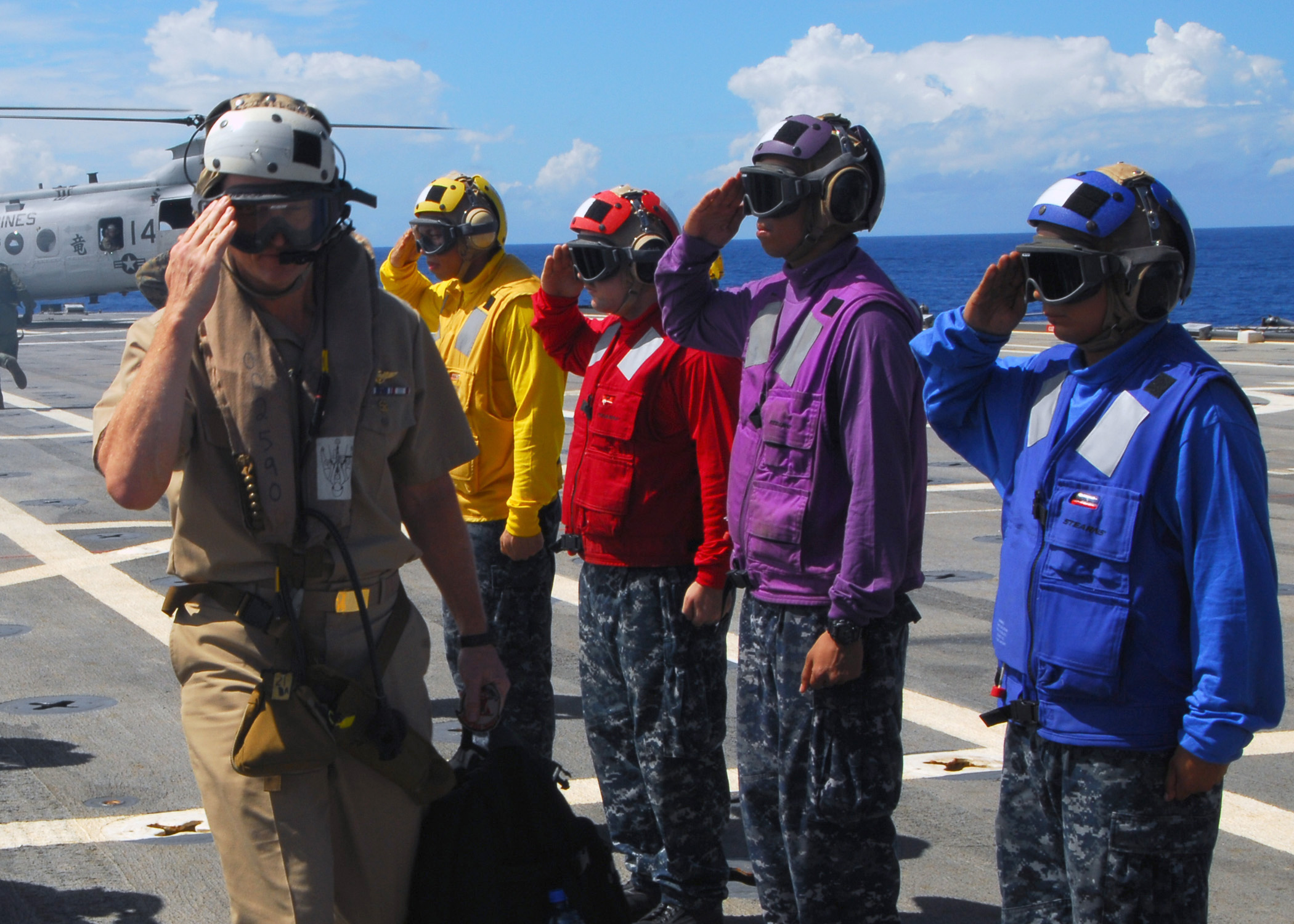
Воинское приветствие в авиации ВМС США

Воинское приветствие — приветствие военнослужащих или формирований вооружённых сил (ВС) различных государств, установленное в соответствии с руководящими документами, относится к воинским ритуалам, традициям или к воинскому этикету.
Воинское приветствие и порядок его выполнения различаются в различных вооружённых силах в соответствии с историческим развитием военного дела, с их социальным и политическим строем, уровнем развития промышленного производства, науки и образования, культурных традиций населения, духовного состояния общества в государстве.
Воинское приветствие может выполняться самостоятельно военнослужащим или по команде личным составом формирования (воинской частью, кораблём, подразделением).

46. Воинское приветствие является воплощением товарищеской сплоченности военнослужащих, свидетельством взаимного уважения и проявлением вежливости и воспитанности.
Все военнослужащие обязаны при встрече (обгоне) приветствовать друг друга, соблюдая правила, установленные Строевым уставом Вооруженных Сил Российской Федерации. Подчинённые (младшие по воинскому званию) приветствуют первыми начальников (старших по воинскому званию), а при равном положении первым приветствует тот, кто считает себя более вежливым и воспитанным.— 3. Воинское приветствие. Раздел. Военнослужащие Вооруженных сил Российской Федерации (ВС России) и взаимоотношения между ними. Внутренний порядок. «Устав внутренней службы Вооруженных Сил Российской Федерации» (УВС ВС России)
Воинское приветствие ранее называлось салют (например, ранее, при прибытии корабля в иностранный порт, с мирными намерениями или во время официального визита высокопоставленных иностранных гостей, производился «салют наций»), отдание чести, салютование. В литературе и в обиходе часто встречается слово козырнуть для обозначения воинского приветствия.

## История происхождения. Гипотезы
Происхождение ритуала воинского приветствия некоторые военные историки и беллетристы[какие?] связывают с приветствием вообще, когда охотник (защитник, воин) поднимал вверх пустую от оружия руку, приветствуя своих соплеменников. Судя по старинным гравюрам,  воинское приветствие исполнялось как правой, так и левой рукой, а также двумя руками одновременно.

### Происхождение от поднятия забрала
Происхождение ритуала воинского приветствия другие военные историки, беллетристы[какие?] связывают со средневековыми рыцарями. Якобы, чтобы показать своё благородство перед лицом противника, рыцари откидывали забрало шлема. Характерное движение руки и легло в основу современного воинского приветствия. Кавалеристы тяжёлой кавалерии (рыцари, витязи) в средние века носили шлемы. Многие шлемы имели забрала или маски, защищавшие лицо. При встречном разъезде в качестве жеста, показывающего мирные намерения, рыцарь поднимал забрало или маску. Открывал лицо, чтобы встречный мог его узнать. Делалось это правой рукой, что также показывало: воин не готов начать бой и не имеет агрессивных намерений. Жест как бы говорил: «в моей правой руке нет оружия». У народов, вооружённые силы которых не имели тяжелой кавалерии (монголы, индейцы Северной Америки), приветственный салют — это просто демонстрация открытой правой ладони. Амуниция изменилась со временем, а жест трансформировался в салют.
Данная теория не учитывает того, что все рыцари имели свои гербы на щитах, флагах и одежде своих подчинённых, и узнать, кто это, не составляло труда.

### Романтическая гипотеза
Согласно романтической гипотезе, подобным жестом рыцарь прикрывал глаза от ослепительной красоты дамы сердца, которая наблюдала за его выступлениями на рыцарских турнирах.

### Происхождение от придерживания головного убора при поклоне
В эпоху ренессанса  военачальник по цвету мундира, цвету и форме головного убора на поле боя узнавал расположение частей. Чтобы узнаваемость на расстоянии не страдала, головные уборы были чем пышнее, тем лучше: шляпы, кивера, громоздкие султаны. Приветствие во многих странах того периода — это поклон. Перед поклоном военный придерживал или снимал головной убор. Со временем церемония упростилась, и остался только жест поднесения кисти руки к головному убору.

### Версия журнала «Вокруг света»
Ритуал (традиция, как пишет журнал 19 января 2009 года) современного военного приветствия (не воинского) берёт начало в Великобритании. Во многих армиях мира младшие чины приветствовали старших, снимая шляпу, так было и в британской армии, однако к XVIII — XIX векам головные уборы солдат стали столь громоздкими, что это приветствие свелось к простому касанию козырька.

## Воинское приветствие в разных странах

### В западных странах
В западных странах (к которым относилась и Российская империя) отдание чести не было и не является взаимным воинским приветствием вроде рукопожатия, а является символическим жестом выражения уважения. Фактически отдание чести (почестей) или «салютование рукой» — это разновидность других салютов вроде артиллерийского или ружейного салюта.

Шёл я раз по улице и увидел ехавшего навстречу только что назначенного командира гвардейских петергофских улан полковника Орлова. Зная его пристрастие к военной выправке, я чётко ему откозырял, а он так же чётко, а не отмахиваясь, как некоторые, ответил мне на приветствие.— Игнатьев А. А. Пятьдесят лет в строю. Книга I, глава 8. — М.: Воениздат, 1986. — С. 128. — ISBN 5-203-00055-7.
При этом салютование производится отнюдь не человеку. В республиканских странах (например, в федерации США) салютование, как правило, производится военной унифицированной форме — одному из важнейших государственных символов, уступающему по значению только государственному флагу — и является жестом обоюдного признания и принадлежности к одной корпорации, символом взаимного уважения, поэтому отдание чести разрешается только в форме и только человеку в форме (исключение — президент и другие высшие лица государства, в соответствии с законами того или иного государства).
В монархиях, как правило, салютуют монархам или символическим вещам, с ними связанным. Например, в Великобритании и странах Содружества салютовать разрешено только «офицерам на комиссии» («комиссия» — получаемый офицером от суверена патент, делегирующий его держателю командную власть и полномочия непосредственно от суверенной власти) и салютуют они своим «комиссиям», а не друг другу.

### Россия

#### Имперский период
В имперский период воинское приветствие называлось отданием чести и включало в себя не только поднесение руки к головному убору, но также разнообразные поклоны, реверансы и прочие элементы в зависимости от чина, встреченного или вошедшего в помещение. В зависимости от места выполнения (на открытой местности или в помещении) выполнение приветствия также различалось. В конце XVIII — начале XIX века в Русской Императорской армии стали появляться головные уборы, кивера и каски, имевшие застежку из ремешков под подбородком. Чтобы снять кивер или каску, нужно было расстегнуть ремешок, что делало процедуру снятия долгой и не очень удобной, также было неудобно кланяться в кивере или в высокой шапке с султаном, не снимая её. В конце концов от поклона отказались, заменив его салютом шпагой, саблей или шашкой. Но такой салют был возможен, если обнажённый клинок находился в правой руке. Если же оружие оставалось в ножнах, а снять головной убор и поклониться было невозможно, надо было искать некий альтернативный жест, условно обозначающий приветствие. Так была найдена форма отдания чести поднесением ладони к козырьку головного убора. Вплоть до середины XIX века эта новая форма приветствия уживалась с прежними видами. Тем не менее, условное движение руки к головному убору входило в употребление, как вполне понятное выражение приветствия. В среде офицеров приветствие выполнялось поднесением к виску двух пальцев правой руки — указательного и среднего, остальные пальцы прижимали к ладони (позднее такой салют некоторые[кто?] называли «польским»). Объяснить это можно так: чтобы снять шляпу, на её поля накладывали два пальца (указательный и средний) сверху, а большой палец подхватывал поле шляпы снизу. Эта традиция осталась до сих пор в польских вооруженных силах.

Отдание воинской чести солдатом (казаком): — Если солдат встретится с начальником, которому полагается отдать честь, то он должен за 4 шага до начальника приложить правую руку к правой стороне нижнего края шапки или фуражки таким образом, чтобы пальцы были вместе, ладонь слегка обращена наружу, а локоть - на высоте плеча; при этом смотреть на начальника и провожать его глазами. Когда же начальник минует его на шаг, то опустить руку.

При встрече с начальником, которому полагается отдать честь становясь во фронт, он, не доходя четырёх шагов до начальника, делает последний шаг той ногой, к стороне которой следует повернуться (то есть, если нужно повернуться направо — то правою ногой, а если налево — то левою) и ещё полный шаг или несколько менее - другой ногой, во время выноса которой следует повернуться плечами и корпусом во фронте и затем одновременно с приставлением ноги поднять правую руку к головному убору, повернув голову к стороне начальника. Отдавая честь, следует стоять по правилам «стойки». Когда начальник минует его на шаг, то он поворачивается в ту сторону, куда шёл и, приставив оставшуюся позади ногу, начинает движение с левой ноги, опуская правую руку с первым шагом.

Нижние чины отдают честь, становясь во фронт: Государю Императору, Государыне Императрице и всем Особам императорской фамилии, всем генералам, адмиралам, начальнику гарнизона, своим: — полковому, эскадронному и сотенному командирам, своим штаб-офицерам, а также знамёнам и штандартам.

Не становясь во фронт, а прикладывая только руку к головному убору, 
отдают честь: — всем штаб- и обер-офицерам; военным докторам; классным чиновникам своего полка; запасным и отставным генералам, штаб и обер-офицерам, когда они в военной форме; подпрапорщикам, эстандарт-юнкерам и подхорунжим; дворцовым гренадерам; всем фельдфебелям, вахмистрам и тем начальствующим нижним чинам, которым подчинены; а рядовые, кроме того, — всем унтер-офицерам, своего полка нестроевым старшего разряда и всем рядовым, имеющим Знак Отличия военного ордена.

Если нижний чин идёт с ружьём или обнажённой шашкой, то для отдания чести он не становится во фронт, а берёт только за четыре шага до начальника на плечо, поворачивая к нему голову и провожая его глазами; затем, когда начальник минует его на шаг, берёт ружьё или шашку «вольно».

Нижний чин, имеющий какую-нибудь ношу, отдаёт честь по тем же правилам; если же ноша велика и ею заняты обе руки, то честь отдаётся, провожая начальника глазами.

Если солдат стоит на месте и мимо его проходит начальник, то солдат, отдавая честь, должен повернуться лицом к начальнику; если же начальник стоит на месте, а солдат проходит мимо, то солдат отдает честь, не останавливаясь, а прикладывая только руку к головному убору. Если нижний чин видит, что начальник обгоняет его, то он отдает честь по тем же правилам, становясь, кому следует, во фронт.

Честь отдается и в присутствии старшего начальника. Если начальник, которому стали во фронт, даст знак рукой или скажет, чтобы отдающий честь продолжал идти, то он поворачивается и идёт, не опуская руки, пока не минует начальника.

Военнослужащие не должны снимать головной убор для приветствия кого бы то ни было.

Если нижний чин едет верхом на замундштученной (в казаках на заузданной) лошади, то для отдания чести не останавливается во фронт, а берёт правильную посадку, прикладывает правую руку к головному убору и, повернув голову к начальнику, провожает его глазами; а если с пикой, то берет её «в руку».

Если же нижний чин едет верхом на заузданной лошади (то есть поводья в обеих руках), то для отдания чести правую руку не прикладывает к головному убору, а лишь поворачивает голову к начальнику и провожает его глазами. То же самое делает, если правит запряжённой лошадью.

Если нижний чин ведёт лошадь в поводу, то для отдания чести переходит по ту сторону лошади, которая ближе к начальнику и берёт оба повода в ближайшую к лошади руку под самую морду её; а в другую руку берёт концы поводьев и поворачивает голову к начальнику.— В.В. Крестовский, «Книжка для молодых солдат кавалерии и казаков», СПб, 1887 г..

#### Российская республика
Вследствие февральской революции и как часть массового отказа от монархической символики существовавшее в армии титулование «благородие», «высокоблагородие», «превосходительство», «высокопревосходительство» было заменено на обращения по чину «господин поручик», «господин полковник».

#### ВРККА,РККФиКрасной Гвардии
Для приветствия прямых начальников подается команда «смирно», «равнение на-право (на-лево, на-середину)». По этой команде военнослужащие принимают строевую стойку, а командиры подразделений (и политруки) вместе с тем прикладывают руку к головному убору и не опускают её до команды «вольно», отданной лицом, подавшим команду «смирно». После поданной команды старший начальник подходит к прибывшему и, остановившись в трех шагах от него, рапортует, для какой цели часть построена. Пример: «товарищ комкор, 4-й стрелковый полк для инспекторской стрельбы построен. Командир полка полковник Сергеев». В таком же порядке приветствует прямых начальников красноармеец, назначенный старшим над несколькими другими красноармейцами. Его примерный рапорт: «Товарищ лейтенант, команда красноармейцев 2-го отделения, назначенная для работ на мишенном дворе, построена. Старший команды — красноармеец Васильев».
При встрече председателей Президиума Верховного Совета СССР и Союзных республик, Совета Народных Комиссаров СССР и Союзных республик, Народного Комиссара Обороны СССР и его заместителей оркестр исполняет гимн «Интернационал». При встрече прямых начальников, — от командира и военного комиссара своей части и выше, — оркестр исполняет встречный марш. Если начальник здоровается с частью или отдельными военнослужащими, они отвечают «здравствуйте». На поздравление — воинская часть (подразделение) отвечает протяжным криком «ура», а отдельные военнослужащие — «благодарю». На благодарность воинская часть и отдельные военнослужащие отвечают: «служим (служу) Советскому Союзу». На прощание — отвечают «до свидания».
При прохождении мимо мавзолея Ленина, а также государственных памятников, объявленных приказом Наркомата обороны СССР, воинские части приветствуют их по команде «смирно».
— Глава 3. Правила поведения красноармейца на службе и вне службы. П.3. Приветствия в строю и вне строя // Руководство для бойца пехоты / Управление боевой подготовки ВИК РККА. — М.: Гос. воен. изд-во Наркомата обороны Союза ССР, 1940. — 535 с.

#### ВСоветской Армии,ВМФ СССР
В Уставе внутренней службы Вооружённых Сил СССР 1960 года и сменившем его Уставе внутренней службы Вооружённых Сил СССР 1975 года, действовавшем до распада СССР и (в Российской Федерации) до 1 января 1993 года, воинское приветствие называется отданием чести. Правилам воинского приветствия в этих уставах посвящён специальный раздел «Отдание воинской чести»:

Отдание воинской чести
18. Все военнослужащие обязаны при встрече (обгоне) отдавать друг другу честь, строго соблюдая правила, установленные Строевым уставом. Подчинённые и младшие по званию отдают честь первыми.
19. Военнослужащие обязаны, кроме того, отдавать честь:
— Мавзолею Владимира Ильича Ленина;
— могиле Неизвестного солдата;
— братским могилам воинов, павших в боях за свободу и независимость нашей Родины;
— боевым знаменам воинских частей, а также Военно-морскому флагу с прибытием на военный корабль и при убытии с него;
— похоронным процессиям, сопровождаемым войсками.
— 

#### Федеративный период
Правила воинского приветствия в ВС России обязательны также для граждан, уволенных с военной службы, при ношении ими военной формы одежды.
В Вооружённых силах России воинское приветствие выполняется сомкнутыми пальцами правой руки, выпрямленной кистью; в отличие от ряда других армий мира, при непокрытой голове воинское приветствие выполняется без поднесения руки, принятием строевого положения.
При передвижении в строю воинское приветствие выполняется следующим образом: направляющий прикладывает руку к головному убору, а строй прижимает руки по швам, все вместе переходя на строевой шаг и поворачивая голову по мере прохождения мимо встреченного начальства. При прохождении навстречу подразделений или других военнослужащих достаточно выполнения воинского приветствия направляющими.
При встрече подчинённый обязан первым приветствовать командира, при отсутствии подчинения младший по званию обязан первым приветствовать старшего. За нарушения правил воинского приветствия военнослужащие несут ответственность.
При отсутствии головного убора воинское приветствие отдается поворотом головы и приёмом строевого положения (руки по швам, корпус тела выпрямлен).

Отдавая честь старшему, мы выражаем своё подчинение ему и исполняем долг вежливости, требуемый всяким вообще, а не одним только воинским общежитием. Но чинопочитание — дело обоюдное, и не хорошо делают те офицеры, которые не отвечают на отданную им нижними чинами честь, ибо тем показывают, что они менее благовоспитанны, чем солдаты, да вдобавок подают этим последним пример неисполнения предписаний устава: нельзя не привить, ни утвердить исполнительности, когда сам таковою не отличаешься— М. И. Драгомиров Опыт руководства для подготовки частей к бою. — В кн.: Драгомиров М. И. Избранные произведения./ Под ред. А. В. Сухомлина. - М.: Воениздат, 1947. — с. 82.
В современном армейском жаргоне периодически можно услышать выражение "отдавать честь", однако, с учётом изменений структуры общества, а также трансформации самого воинского приветствия из церемонии в современную дань традиции, данное выражение является малоупотребимым.
Указ Президента России от 10 ноября 2007 № 1495 (ред. от 29.07.2011)
«Об утверждении общевоинских уставов Вооружённых Сил Российской Федерации»
(вместе с «Уставом внутренней службы Вооружённых Сил Российской Федерации», «Дисциплинарным уставом Вооружённых Сил Российской Федерации», «Уставом гарнизонной и караульной служб Вооружённых Сил Российской Федерации»)
Воинское приветствие 
46. Воинское приветствие является воплощением товарищеской сплочённости военнослужащих, свидетельством взаимного уважения и проявлением вежливости и воспитанности.

Все военнослужащие обязаны при встрече (обгоне) приветствовать друг друга, соблюдая правила, установленные Строевым уставом Вооружённых Сил Российской Федерации. Подчинённые (младшие по воинскому званию) приветствуют первыми начальников (старших по воинскому званию), а при равном положении первым приветствует тот, кто считает себя более вежливым и воспитанным.

47. Военнослужащие обязаны выполнять воинское приветствие, отдавая дань уважения:
- Могиле Неизвестного Солдата;
- братским могилам воинов, павших в боях за свободу и независимость Отечества;
- Государственному флагу Российской Федерации, Боевому знамени воинской части, а также Военно-морскому флагу при каждом прибытии на корабль и убытии с корабля;
- похоронным процессиям, сопровождаемым воинскими подразделениями.

48. Воинские части и подразделения при нахождении в строю приветствуют по команде:
- Президента Российской Федерации, Председателя Правительства Российской Федерации и Министра обороны Российской Федерации;
- Маршалов Российской Федерации, генералов армии, адмиралов флота, генерал-полковников, адмиралов и всех прямых начальников, а также лиц, назначенных для руководства проведением инспектирования (проверки) воинской части (подразделения).

Для приветствия в строю на месте указанных лиц старший начальник подаёт команду «СМИРНО, равнение на-ПРАВО (на-ЛЕВО, на-СРЕДИНУ)», встречает их и докладывает. Например: «Товарищ генерал-майор. 46-й танковый полк на общую полковую вечернюю поверку построен. Командир полка полковник Орлов».

При построении воинской части с Государственным флагом Российской Федерации и Боевым знаменем (на параде, строевом смотре, во время приведения к Военной присяге (принесения обязательства) и т. п.) в докладе указывается полное наименование воинской части с перечислением присвоенных ей почётных наименований и орденов.

При приветствии в строю в движении начальник подаёт только команду.

49. Воинские части и подразделения приветствуют по команде друг друга при встрече, а также выполняют воинское приветствие, отдавая дань уважения:
- Могиле Неизвестного Солдата;
- братским могилам воинов, павших в боях за свободу и независимость Отечества;
- Государственному флагу Российской Федерации, Боевому знамени воинской части, а на военном корабле — Военно-морскому флагу при его подъёме и спуске;
- похоронным процессиям, сопровождаемым воинскими подразделениями.

50. Воинское приветствие войсками, находящимися в строю на месте, Президента Российской Федерации, Председателя Правительства Российской Федерации и Министра обороны Российской Федерации сопровождается исполнением оркестром «Встречного марша» и Государственного гимна Российской Федерации.

При приветствии воинской частью прямых начальников от командира своей воинской части и выше, а также лиц, назначенных для руководства проведением инспектирования (проверки), оркестр исполняет только «Встречный марш».

51. При нахождении вне строя как во время занятий, так и в свободное от занятий время военнослужащие воинских частей (подразделений) приветствуют начальников по команде «Смирно» или «Встать. Смирно».

В штабах приветствуются по команде только прямые начальники и лица, назначенные для руководства проведением инспектирования (проверки).

На занятиях вне строя, а также на совещаниях, на которых присутствуют только офицеры, для воинского приветствия командиров (начальников) подаётся команда «Товарищи офицеры».

Команды «Смирно», «Встать. Смирно» или «Товарищи офицеры» подаёт старший из присутствующих командиров (начальников) или военнослужащий, первый увидевший прибывшего командира (начальника). По этой команде все присутствующие встают, поворачиваются в сторону прибывшего командира (начальника) и принимают строевую стойку, а при надетом головном уборе, кроме того, прикладывают к нему руку.

Старший из присутствующих командиров (начальников) подходит к прибывшему командиру (начальнику) и докладывает ему.

Прибывший командир (начальник), приняв доклад, подаёт команду «ВОЛЬНО» или «ТОВАРИЩИ ОФИЦЕРЫ», а докладывавший повторяет эту команду, после чего все присутствующие принимают положение «вольно», при надетом головном уборе опускают руку от головного убора и в дальнейшем действуют по указанию прибывшего командира (начальника).

52. Подача команды «Смирно» или «Встать. Смирно» и доклад командиру (начальнику) осуществляются при первом его посещении воинской части или подразделения в данный день. Командиру корабля команда «Смирно» подаётся при каждом его прибытии на корабль (сходе с корабля).

В присутствии старшего командира (начальника) команда для воинского приветствия младшему не подаётся и доклад не производится.

При проведении классных занятий команды «Смирно», «Встать. Смирно» или «Товарищи офицеры» подаются перед началом каждого занятия и по его окончании.

Команды «Смирно», «Встать. Смирно» или «Товарищи офицеры» перед докладом командиру (начальнику) подаются в том случае, если при этом присутствуют другие военнослужащие, при их отсутствии командиру (начальнику) только докладывается.

53. При исполнении Государственного гимна Российской Федерации военнослужащие, находящиеся в строю, принимают строевую стойку без команды, а командиры подразделений от взвода и выше, кроме того, прикладывают руку к головному убору.

Военнослужащие, находящиеся вне строя, при исполнении Государственного гимна Российской Федерации принимают строевую стойку, а при надетом головном уборе прикладывают к нему руку.

54. Команда для выполнения воинского приветствия воинским частям и подразделениям не подаётся:
- при подъёме воинской части (подразделения) по тревоге, на марше, а также на тактических занятиях и учениях;
- на пунктах управления, узлах связи и в местах несения боевого дежурства (боевой службы);
- на огневом рубеже и огневой (стартовой) позиции во время проведения стрельб (пусков);
- на аэродромах во время проведения полётов;
- во время занятий и работ в мастерских, парках, ангарах, лабораториях, а также при выполнении работ с учебной целью;
- в ходе спортивных состязаний и игр;
- при приеме пищи и после сигнала «Отбой» до сигнала «Подъём»;
- в помещениях для больных.

В перечисленных случаях командир (начальник) или старший прибывшему начальнику только докладывает. Например: «Товарищ майор. 1-я мотострелковая рота выполняет второе упражнение учебных стрельб. Командир роты капитан Ильин».

Подразделения, участвующие в похоронной процессии, воинское приветствие не выполняют.

55. На торжественных собраниях, конференциях в воинской части, а также на спектаклях, концертах и в кино команда для воинского приветствия не подаётся и командиру (начальнику) не докладывается.

На общих собраниях личного состава для воинского приветствия подаётся команда «СМИРНО» или «ВСТАТЬ. СМИРНО» и докладывается командиру (начальнику).

56. При обращении начальника или старшего к отдельным военнослужащим они, за исключением больных, принимают строевую стойку и называют свою воинскую должность, воинское звание и фамилию. При рукопожатии старший подаёт руку первым. Если старший без перчаток, младший перед рукопожатием снимает перчатку с правой руки. Военнослужащие без головного убора сопровождают рукопожатие лёгким наклоном головы.

57. На приветствие начальника или старшего («Здравствуйте, товарищи») все военнослужащие, находящиеся в строю или вне строя, отвечают: «Здравия желаем»; если начальник или старший прощается («До свидания, товарищи»), то военнослужащие отвечают: «До свидания». При этом добавляются слово «товарищ» и воинское звание без указания слов «юстиции» или «медицинской службы».
Например: «Здравия желаем, товарищ младший сержант», «До свидания, товарищ главный старшина», «Здравия желаем, товарищ мичман», «До свидания, товарищ лейтенант».

58. Если командир (начальник) в порядке службы поздравляет военнослужащего или благодарит его, то военнослужащий отвечает командиру (начальнику): «Служу России».

Если командир (начальник) поздравляет военнослужащих воинской части (подразделения), находящихся в строю, они отвечают протяжным троекратным «Ура», а если командир (начальник) благодарит их, военнослужащие отвечают: «Служим России».

#### Воинское приветствие при встречах кораблей
647. Воинское приветствие при встречах кораблей в море или на рейде в светлое время суток выполняется в следующем порядке:
а) при встрече военных кораблей, идущих под Государственным флагом Российской Федерации, Военно-морским флагом или флагом Федеральной Пограничной службы, на кораблях играют сигналы «Захождение» и «Исполнительный».
Сигнал «Захождение» играется в момент, когда штевни кораблей поравняются, при этом первым сигнал «Захождение» играют на корабле низшего ранга или под флагом (брейд-вымпелом) младшего (подчиненного) начальника. По этому сигналу все, не занятые службой и находящиеся на верхней палубе, поворачиваются лицом к проходящему кораблю и принимают положение «Смирно», а офицеры, мичманы и старшины контрактной службы, кроме того, прикладывают руку к головному убору.
 Сигнал «Исполнительный» первыми играют на корабле, идущем под флагом (брейд-вымпелом) старшего начальника;
 б) при встрече военных кораблей одинаковых рангов или идущих под флагами или брейд-вымпелами равных должностных лиц сигналы «Захождение» и «Исполнительный» играются одновременно на обоих кораблях;
 в) при встрече боевых кораблей с судами обеспечения первым сигнал «Захождение» играют на судах обеспечения.
 На кораблях, где нет горнистов, сигнал «Захождение» заменяется подачей одного звукового сигнала ручным свистком средней продолжительности, а «Исполнительный» — двумя короткими сигналами ручным свистком.

648. Старшинство командиров соединений объявляется приказом командующего флотом (флотилией), а старшинство командиров дивизионов и командиров кораблей — приказами командиров соединений.

649. Воинское приветствие должностным лицам при встречах с ними в море или на рейде производится, если они находятся на корабле (катере) под присвоенным им флагом (брейд-вымпелом) и если расстояние до корабля (катера) не превышает 2 кабельтова.

650. При встрече корабля Военно-Морского Флота с судами гражданских ведомств Российской Федерации и невоенными судами иностранных государств, если указанные суда приветствуют военный корабль приспусканием кормового флага, то есть салютуют флагом, по команде вахтенного офицера им отвечают однократным приспусканием Военно-морского флага на одну треть длины флагштока (фала).

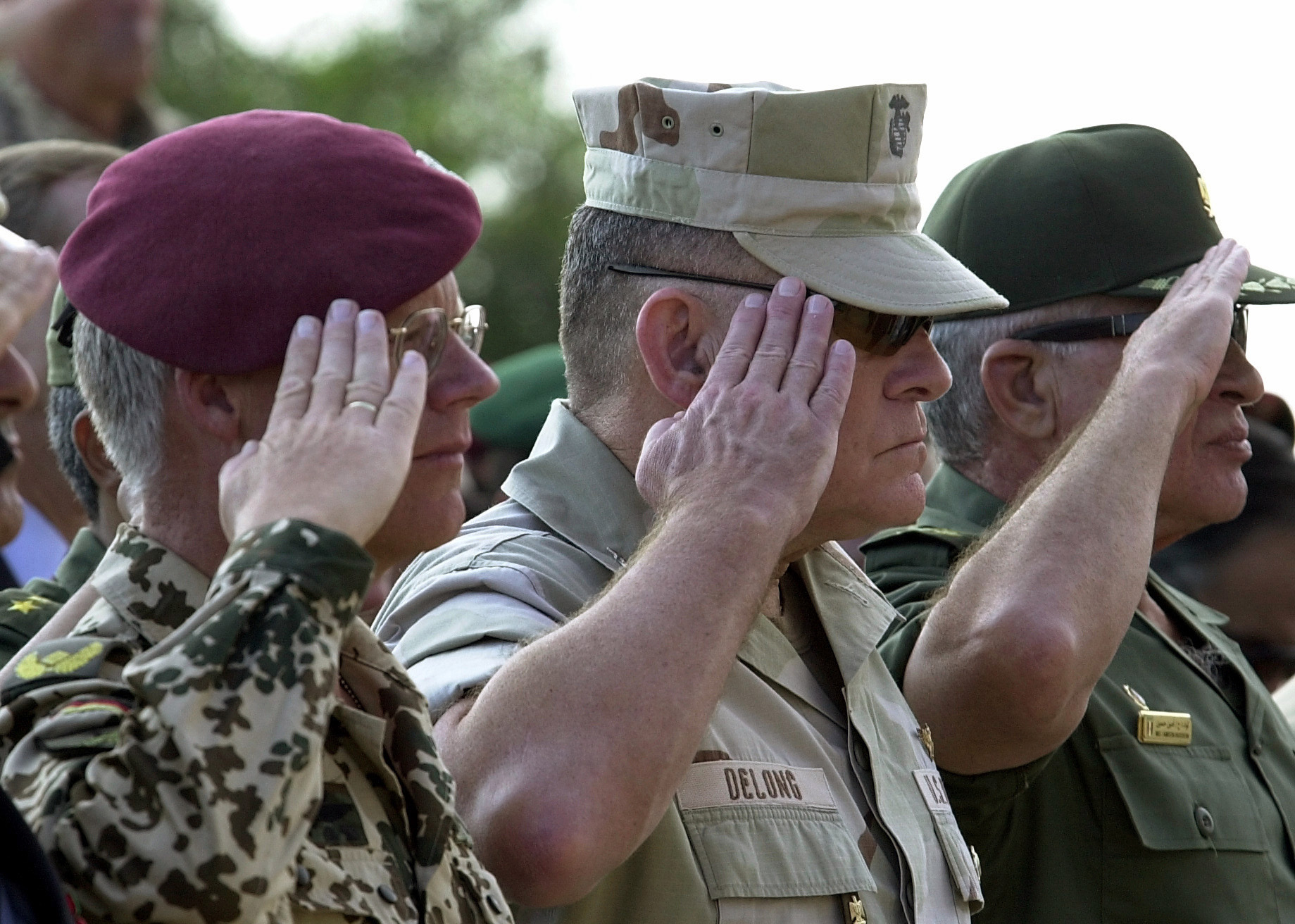
Немецкое, американское и египетское приветствие (слева направо)

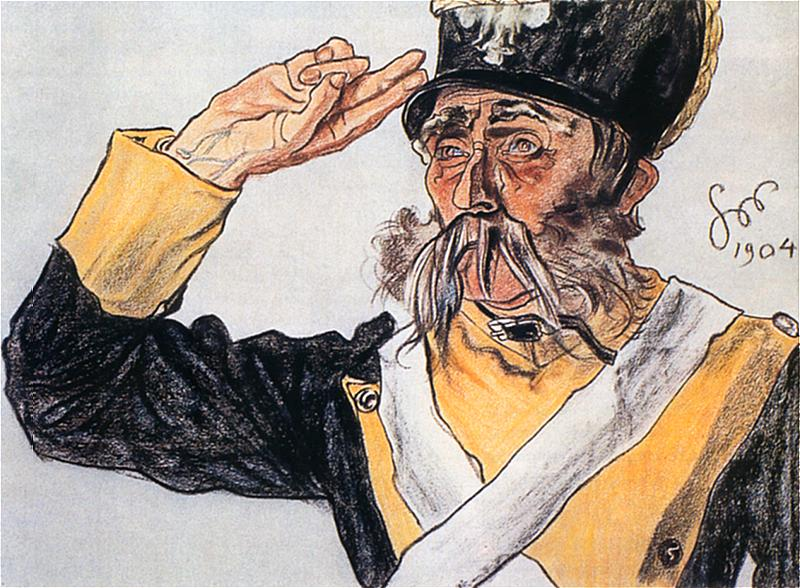
Салют, старого солдата Войска Польского времён Ноябрьского восстания, Выспяньский, Станислав, 1904 год

 При салютовании флаг медленно приспускается и также медленно поднимается.

## США
В США, согласно этикету вооружённых сил, отдавать воинское приветствие следует лишь в том случае, если обе руки свободны. В целом, если осуществить воинское приветствие рукой должным образом невозможно, от него лучше отказаться вовсе. А если условия позволяют, то для приветствия правую руку с распрямлёнными и сомкнутыми пальцами выносят чуть вперёд, как бы закрывая глаза от солнца, а ладонь смотрит в землю.
В 2014 году президент США Б. Х. Обама по прибытии в Нью-Йорк на заседание Генеральной ассамблеи ООН, выходя из президентского вертолёта и отвечая на приветствие встречающих его морских пехотинцев, отдал воинское приветствие со стаканом кофе в салютующей руке. Ранее, в 2002 году, президент США Джордж Буш-младший выполнил воинское приветствие таким же морским пехотинцам с собакой на руках.

## Германия во времена нацизма
В германских вооружённых силах (вермахте) младший по воинскому званию должен был приветствовать старшего по воинскому званию или по воинской должности в движении и на месте. С 23 июля 1944 года во всех гарнизонах и частях вооружённых сил, для всех чинов немецкой армии, воинское приветствие заменили партийным. До этого партийное приветствие использовалось в частях СС и партийных структурах. Это произошло после покушения на Гитлера. Но, несмотря на замену, солдаты между собой приветствовали друг друга воинским приветствием.

## Израиль
В израильской армии распрямлённые и сомкнутые пальцы правой руки прикладываются ко лбу в жесте, крайне похожем на отдание воинской чести в американской армии; при этом кончик среднего пальца правой руки почти касается угла правой брови. В ЦАХАЛе разрешается оказывать воинское приветствие и с непокрытой головой. Оказание воинского приветствия — это право, а не обязанность.
Заключённые военной тюрьмы (кроме наиболее высокопривилегированных) не имеют права приветствовать вышестоящих командиров прикладыванием руки к голове; они приветствуют командиров, стоя по стойке «смирно» и держа руки по швам.